# Turistická značená trasa 7362
 Turistická značená trasa 7362 je 4,5 km dlouhá žlutě značená trasa Klubu českých turistů v okrese Trutnov spojující Dívčí lávky a Petrovu boudu. Její převažující směr je severní. Převážná část trasy se nachází na území Krkonošského národního parku.

## Průběh trasy
Turistická trasa má svůj počátek nedaleko autobusové zastávky na Dívčích lávkách na rozcestí s modře značenou Weberovou cestou ze Špindlerova Mlýna do Obřího sedla a zeleně značenou trasou 4201 od pramene Labe, na kterou přímo navazuje stejně značená trasa 4202 na Špindlerovu boudu. S oběma trasami vede trasa 7362 v krátkém souběhu k Oboře Dívčí lávky a poté již samostatně stoupá po lesní cestě severním směrem k silnici Špindlerův Mlýn - Špindlerova bouda. Tu přechází a po asfaltové komunikaci stále stoupá přes Davidovy Boudy a luční enklávu Sedmidolí k Moravské boudě. Zde se nachází rozcestí se zde výchozí zeleně značenou krátkou spojkou 4204 na Cestu česko-polského přátelství. Trasa 7362 stoupá ještě asi 0,5 km k severovýchodu k Petrově boudě, kde končí na rozcestí s již výše zmíněnou Cestou česko-polského přátelství a zde končící modře značenou trasou 1802 z Martinovy boudy.

## Historie
Trasa dříve pokračovala severním směrem k česko-polské státní hranici. Tento úsek byl přeznačen červeně po přeložení Cesty česko-polského přátelství z pěšiny podél hranice kolem Petrovy boudy.

## Turistické zajímavosti na trase
- Kaplička na Sedmidolí
- Petrova bouda